# Wiwina
Wiwina – imię żeńskie pochodzenia łacińskiego, utworzone od łacińskiego nazwiska Vivius i oznaczające "córkę Viviusa". Patronką tego imienia jest św. Wiwina (zm. w 1170 roku). Por. imię o podobnym pochodzeniu — Bibiana. 
Wiwina imieniny obchodzi 17 grudnia.